# Eleição municipal de Mossoró em 2014
A eleição municipal suplementar de Mossoró em 2014 ocorreu em 4 de maio. O prefeito era Francisco José Jr (PSD), que assumiu a prefeitura após a cassação da prefeita Cláudia Regina (DEM), eleita em 2012, em outubro de 2013. Francisco José Jr foi eleito prefeito.

## Resultado da eleição para prefeito

### Primeiro turno
| Candidatos a prefeito  | Número | Coligação                                                           | Votação | Percentual |
| ---------------------- | ------ | ------------------------------------------------------------------- | ------- | ---------- |
| Francisco José Jr. PSD | 55     | PSD, PT, PV, PTB, PSL, PMN, Solidariedade, PSC, PTN, PDT            | 68.915  | 59,88%     |
| Larissa Rosado PSB     | 40     | PSB, PMDB, PTC, PR, PPS, PRTB, PPL, PTC, PTdoB, PHS, PEN, PRP, PROS | 37.053  | 32,20%     |
| Cinquentinha PSOL      | 50     | PSOL (sem coligação)                                                | 3.825   | 3,32%      |
| Josué PSDC             | 27     | PSDC (sem coligação)                                                | 3.025   | 2,63%      |
| Gutemberg Dias PCdoB   | 65     | PCdoB (sem coligação)                                               | 2.265   | 1,97%      |